# Orthocrepis nigripes
Orthocrepis nigripes es una especie de insecto coleóptero de la familia Chrysomelidae.
Fue descrita científicamente en 1987 por Kimoto.